# 打雀英雄傳 (1981年電影)
《打雀英雄传》是1981年的香港麻將題材電影，由李沛權導演、王晶編劇。

## 故事大綱
四年一屆的「雀爺大賽」又再次舉行，上屆「雀爺」賭業大亨丘本立（關海山飾）再次憑著出色技術，力壓三名對手，包括美國賭王徐成義（鄺君能飾）、上海賭王陳大文（劉丹飾）、以及十大傑青之一的郭柱（岳華飾），第三度成為「雀爺」。但丘本立就在此時突然宣佈退休收山，有關他的產業繼承人問題，一直未有定案。
就在此時，丘的養子莊生（錢小豪飾）從英國回港渡假，丘有意把產業交由他打理，但丘的決定引來了小姨秦月媚（丁珮飾）的不滿。莊生與朋友在麻雀館內發現媚姨以千術欺騙客人，又發現媚姨原本早與郭柱有姦情，莊生不想義父產業落入奸人手上，遂向義父提出爭取繼承權。
但是，要繼承丘的產業，包括大量麻雀館，必須擁有出色的牌藝才行。無奈莊生對麻雀一竅不通，丘決定給莊生六個月時間苦練牌技，之後跟媚姨進行比賽，以定繼承人人選。莊生照著指示，找到丘的好友平五爺（劉克宣飾）學習，然而平五爺遊戲人間，莊生三個月來只學到一般麻雀入門知識；加上媚姨和郭柱為阻撓莊生學藝，以武力威嚇平五爺，平五爺惟有叫莊生前往拜師雀壇名宿燕西樓（謝賢飾），方能有力與媚姨一鬥。
燕西樓牌藝高超，可媲美丘本立，但為人淡泊名利，行蹤飄忽，莊生苦苦追尋仍一無所獲。就在莊生陷入絕望的時候，他的女友（戴良純飾）介紹她的大哥給他認識，此人正正就是燕西樓。燕西樓對於徒弟要求十分嚴格，徒弟必須擁有良好的記憶力、手力和眼力，莊生在苦練下終於學有所成，實力足以成為第一流的雀壇高手。
六個月時間己過，莊生與媚姨相約在丘宅內一決高下，三盤兩勝，莊生憑著出色的牌技和沉著應戰，在劣勢下反勝媚姨，成功保住義父的家業。

## 主要演員
- 錢小豪 飾 莊　臣
- 謝　賢 飾 燕西樓
- 關海山 飾 丘本立
- 鄺君能 飾 徐成義
- 劉　丹 飾 陳大文
- 岳　華 飾 郭　柱
- 丁　珮 飾 秦月媚
- 劉克宣 飾 平五爺
- 戴良純 飾 燕珍妮
- 梁珍妮 飾 關瑪麗
- 曹達華 飾 曹探長
- 趙志凌 飾 洪拳師父
- 簡而清 飾 雀庭法官
- 盧大偉 飾 珍妮老闆賴查理
- 白文彪 飾 根叔

## 其他演員
- 秦　煌 飾 雀友
- 吳浣儀 飾 雀友
- 古國華 飾 Jacky
- 李銓勝 飾 阿輝
- 林偉祺
- 程可為 飾 眼部訓練教師
- 劉　允

## 外部連結
- 香港影庫上《打雀英雄傳》的資料（繁體中文）
- 豆瓣电影上《打雀英雄傳》的資料 （简体中文）
- 时光网上《打雀英雄傳》的資料（简体中文）
- 互联网电影数据库（IMDb）上《打雀英雄傳》的资料（英文）